# Woman (Jill Scott)
Woman è il quinto album in studio della cantante statunitense Jill Scott, pubblicato nel luglio 2015.

## Tracce
1. Wild Cookie – 1:49
2. Prepared – 5:18
3. Run Run Run – 2:27
4. Can't Wait – 4:31
5. Lighthouse – 5:58
6. Fool's Gold – 3:24
7. Willing Interlude – 1:17
8. Closure – 3:16
9. You Don't Know – 3:49
10. Pause Interlude – 1:23
11. Cruisin – 3:55
12. Say Thank You – 4:26
13. Back Together – 4:08
14. Coming to You – 3:40
15. Jahraymecofasola – 4:41
16. Beautiful Love (featuring BJ the Chicago Kid) – 3:40